# Кристофоряну, Флорика
Флорика Кристофоряну (рум. Florica Cristoforeanu; 16 мая 1886, Рымнику-Сэрат, Королевство Румыния — 1 марта 1960, Рио-де-Жанейро, Бразилия) — румынская оперная певица (драматическое сопрано, затем меццо-сопрано).

## Биография
Родилась в семье мэра Василе Кристофоряну. С 5-летнего возраста училась игре на фортепиано, позже брала уроки вокала.
Пению обучалась в Бухаресте, совершенствовалась в Миланской консерватории. Дебютировала в августе 1907 года в родном городе.
Как оперная певица начала выступать в 1921 году, с успехом исполнила в миланском теате «Даль Верме» партию Чио-Чио-сан. До конца 1930-х годов выступала в ведущих оперных театрах Италии, гастролировала в Европе (Дания, Норвегия, Испания) и Латинской Америке (Чили, Аргентина, Бразилия).
Ф. Кристофоряну была большой трагедийной актрисой, наделяла своих героинь высокими человеческими страстями, особенно удавались ей остро драматические эпизоды, полные ярких контрастов и экспрессии.
После серьёзного приступа грудной жабы в Милане в 1940 году, завершила творческую карьеру, обосновавшись на пять лет в Италии, затем в Бразилии. Вторая мировая война помешала ей вернуться на родину, так как её дом в Бухаресте был разрушен в результате воздушной бомбардировки.
Хотя она была активна на оперной сцене всего 18 лет, исполнила более 40 ролей в самых известных операх мирового репертуара. Вместе с ролями в опереттах участвовала в более 80 постановках.
В 1964 году в Бухаресте издала сборник воспоминаний под названием «Воспоминания о моей лирической карьере».

## Избранные партии
- Кармен, Тоска; Сантуцца («Сельская честь»),
- Адриенна Лекуврер (о. п. Чилеа),
- Федора (о. п. Джордано),
- Катюша («Воскресение» Альфано) и др.